# 루샨관루역
루샨관루역(중국어: 娄山关路站, 영어: Loushanguan Road Station)은 중화인민공화국 상하이시 창닝 구에 있는 상하이 지하철 2호선, 15호선 역이다. 역사는 지하 섬식 구조를 가지고 있다.

## 역사
- 2006년 12월 30일 루샨관루 역 오픈

## 차량출구
- 1번출구: 톈산루(天山路)
- 2번출구: 톈산루, 루샨관루(娄山关路)
- 3번출구: 톈산루
- 4번출구: 톈산루

## 대중교통환승
54, 69, 71, 72, 74, 74B, 202-74루 연운차, 88, 121, 127, 141, 158, 251, 309, 311, 316, 519, 737, 757, 808, 825, 829, 836, 855, 856, 941